# 西清州線
西清州線（ソチョンジュせん、朝: 서청주선）は、大韓民国忠清北道清州市の清州駅から西清州駅までを結んでいた韓国鉄道公社の鉄道路線（貨物線）である。1990年4月30日に廃止された。

## 歴史
- 1921年11月1日 : 鳥致院駅 - 丁峰駅間が開通。
- 1980年10月17日：忠北線複線化に伴い美湖駅および井下駅が廃止。清州駅と丁峰駅を統廃合の上で移転、清州駅 - 西清州駅間を西清州線として独立路線に再編。
- 1990年4月30日：貨物需要減少に伴い廃止。

## 駅一覧
- 駅所在地は全線忠清北道清州市内。

| 駅名     | 駅名     | 駅名        | 駅間キロ (km) | 累計キロ (km) | 駅 等級 | 駅種別 | 接続路線             |
| 日本語   | ハングル | 英語        | 駅間キロ (km) | 累計キロ (km) | 駅 等級 | 駅種別 | 接続路線             |
| -------- | -------- | ----------- | ------------- | ------------- | ------- | ------ | -------------------- |
| 清州駅   | 청주역   | Cheongju    | 0.0           | 0.0           | 3級     | 普通駅 | 韓国鉄道公社：忠北線 |
| 西清州駅 | 서청주역 | Seocheongju |               |               |         |        | 韓国鉄道公社：忠北線 |